# Nassau Bay
Nassau Bay – miasto w Stanach Zjednoczonych, w stanie Teksas, w hrabstwie Harris.